# Geta
Geta, figlio di Settimio Severo e Giulia Domna e fratello di Caracalla (nome completo Publio Settimio Geta, in latino Publius Septimius Geta; Roma, 7 marzo 189 – Roma, 26 dicembre 211), è stato un imperatore romano dal 209 al 211, prima col padre e poi col fratello.

## Figura storica
Geta fu il figlio più giovane di Settimio Severo dalla seconda moglie Giulia Domna e nacque a Roma, quando suo padre era solo un governatore provinciale al servizio dell'imperatore Commodo. Dipinto da bambino nel tondo della famiglia dei Severi, insieme a Settimio Severo, Giulia Domna e Caracalla, la sua faccia fu cancellata a causa della damnatio memoriae ordinata da suo fratello Caracalla, che lo aveva fatto assassinare.
Geta fu sempre posto in secondo piano rispetto a suo fratello maggiore Caracalla. Forse per questo, le relazioni tra i due furono difficili sin dall'infanzia. I conflitti erano costanti e spesso richiedevano la mediazione della madre. Secondo lo storico Dione Cassio, Geta era di carattere più mite e riflessivo, Caracalla invece era più irruento e vendicativo. Nelle campagne contro i Britanni, Settimio Severo utilizzò in modo intelligente le diverse doti dei figli: Caracalla seguì il padre in battaglia, mentre Geta aveva avuto il titolo di "Cesare" nel 198, ma in occasione della spedizione in Britannia venne tenuto nelle retrovie, a Eburacum, per amministrare la giustizia. La propaganda imperiale pubblicizzava una famiglia felice che divideva le responsabilità del potere. Caracalla era il vicecomandante dell'esercito, Giulia Domna il consigliere di fiducia e Geta aveva compiti amministrativi e burocratici. Ma l'antipatia e la rivalità tra i due fratelli era ben lontana dall'essere risolta.
Quando Settimio Severo morì di malattia il 4 febbraio 211 a Eburacum, per decisione dei consiglieri imperiali, i figli Caracalla e Geta furono proclamati insieme imperatori. Conclusa una veloce pace con i barbari confinanti, ritornarono a Roma. Il loro governo congiunto si rivelò presto un fallimento, per breve tempo governarono insieme solo grazie al prestigio dei consiglieri e della loro madre, Giulia Domna. Fonti successive ipotizzano che i fratelli volessero dividere l'impero in due metà, e si erano create per loro a Roma due fazioni avversarie. Verso la fine del 211 la situazione era divenuta insostenibile. Il 26 dicembre del 211 Geta venne fatto uccidere tramite un gruppo di centurioni da suo fratello Caracalla, nonostante si fosse rifugiato tra le braccia della madre Giulia Domna. Alla sua morte furono sterminati tutti i suoi sostenitori e i loro parenti. Geta fu accusato di aver voluto prendere il potere e uccidere Caracalla, per cui fu dichiarato nemico dello Stato, condannato alla damnatio memoriae e sepolto in una tomba creata per lui sul Settizonio costruito dal padre.
In seguito la zia Giulia Mesa, sorella di Giulia Domna, lo fece inumare nel Mausoleo di Adriano, anche se un edificio sulla via Appia, detto appunto tomba di Geta, viene identificato col suo mausoleo.

### Damnatio memoriae

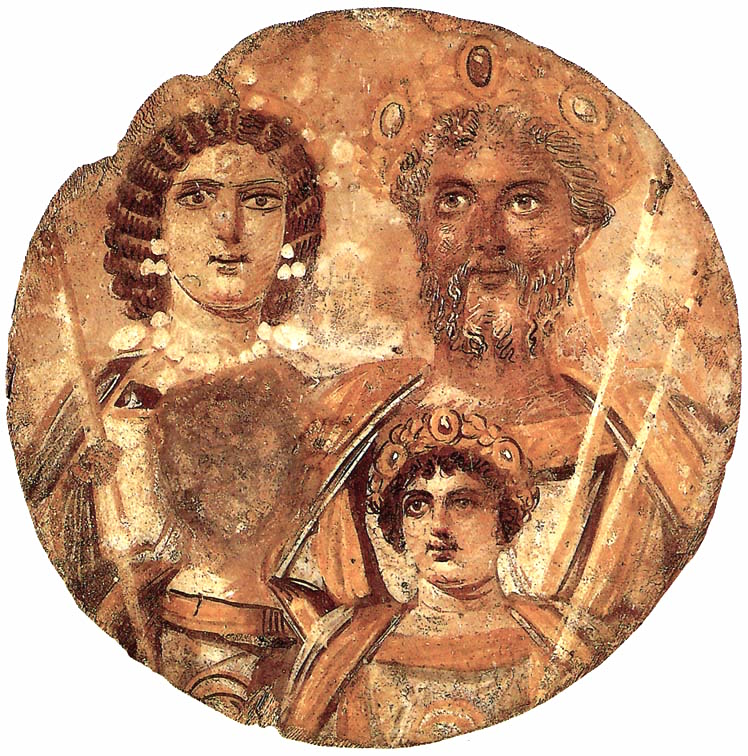
Tondo severiano raffigurante Geta con i genitori e il fratello Caracalla; l'immagine di Geta fu cancellata a seguito della damnatio memoriae che lo colpì dopo la sua morte

Dopo il fratricidio, Caracalla infangò la sua memoria e ordinò che il suo nome fosse rimosso da tutte le iscrizioni (damnatio memoriae). A quel punto, come unico imperatore, ebbe l'opportunità di sbarazzarsi dei suoi nemici politici: le fonti riferiscono che in questo periodo furono uccise o proscritte circa 20 000 persone. Tra le vittime della repressione si segnala il giurista Emilio Papiniano, che fu decapitato, su ordine di Caracalla, per essersi rifiutato di comporre un'apologia del fratricidio.
Caracalla decise di eliminare per sempre le prove dell'esistenza del fratello, attuando questa procedura riservata soltanto a uomini che con le loro azioni avevano macchiato l'onore romano. Esempi di damnatio memoriae sono presenti sull'arco di Settimio Severo a Roma nel Foro, dove il nome di Geta venne cancellato e sostituito dalle parole optimis fortissimisque principibus, e nell'arco severiano di Leptis Magna, dove la figura di Geta è abrasa dall'arco stesso.
La distruzione della memoria di Geta fu tra le più capillarmente eseguite nella storia di Roma: per questo trovarne tracce o ritratti è estremamente raro e difficile. Tra i possibili busti superstiti di Geta ne esiste uno nel Museo archeologico nazionale di Orvieto, che fu ritrovato sepolto con la testa appoggiata a una bozza di pietra a mo' di cuscino e un altro, rinvenuto presso Sabucina, esposto al Museo Archeologico di Caltanissetta.

### Re leggendario della Britannia

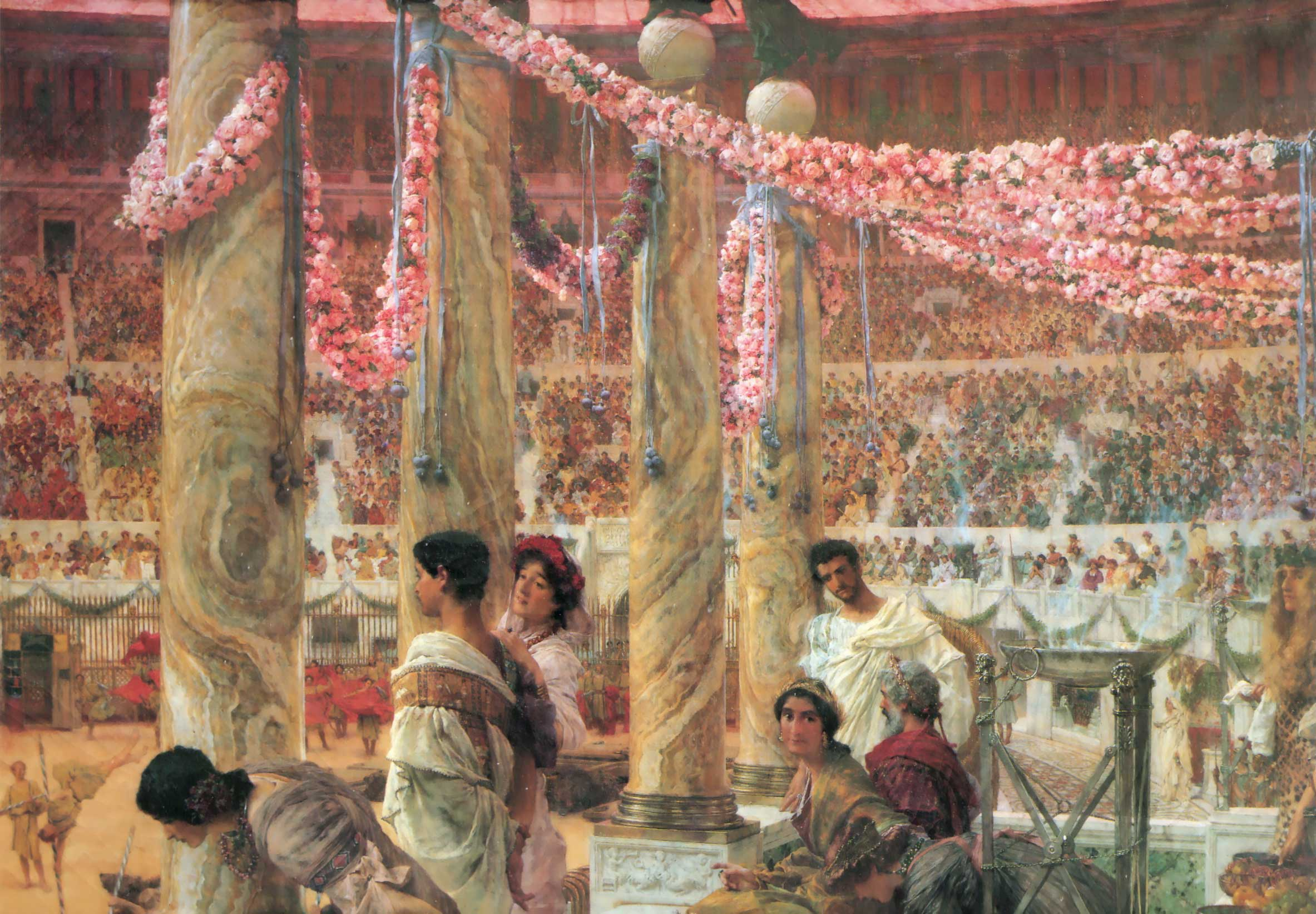
Caracalla e Geta, Lawrence Alma-Tadema, 1907

Nella sua Historia Regum Britanniae, Goffredo di Monmouth sostiene che Geta fu nominato re britannico dalle legioni a Eburacum. In risposta, i Britanni scelsero invece Caracalla. I due fratelli, però, discutevano per ogni cosa e alla fine Caracalla tentò di assassinare Geta durante i Saturnalia, senza però riuscirvi. Ma in dicembre, durante un incontro con il fratello, Caracalla fece uccidere Geta da un centurione.

## Nella cultura di massa
- Nel film Il gladiatore II (2024), regia di Ridley Scott, l'imperatore Geta è interpretato da Joseph Quinn.